# Врангель, Михаил Егорович
Барон Михаил Егорович Врангель (1836/1837, Санкт-Петербург — 1899, Санкт-Петербург) — генерал-лейтенант русской императорской армии, губернатор Плоцкой губернии и Лифляндии. Родной дядя Петра Николаевича Врангеля.

## Биография
Родился 29 декабря 1836 (10 января 1837) года в Санкт-Петербурге в семье владельца имения Калмотка Егора Ермолаевича Врангеля (1803—1868) и Дарьи (Доротеи) Александровны, урождённой фон Траубенберг (1807—1851).
Окончил Школу гвардейских подпрапорщиков и кавалерийских юнкеров (1855) и был выпущен 11 июня из вахмистров корнетом в лейб-гвардии Конный полк. В 1859 году с малой серебряной медалью окончил Николаевскую академию Генерального штаба.
Подполковник с 19 сентября 1863 года, полковник с 1866 года; 4 ноября 1866 года был назначен Плоцким губернатором и занимал эту должность более пяти лет. С 1869 года был владельцем майората в Царстве Польском с доходом 750 руб. в год.
Чин генерал-майора М. Е. Врангель получил 21 июня 1870 года; в январе 1872 года был назначен Лифляндским губернатором.
Умер 2 (14) октября 1899 года в Петербурге.

## Награды
- Орден Святого Станислава 3-й степени с мечами и бантом (1861);
- Орден Святой Анны 3-й степени с мечами и бантом (1861);
- Орден Святого Владимира 4-й степени с мечами и бантом (1863);
- Орден Святого Станислава 2-й степени с мечами (1863; императорская корона к ордену — 1864);
- Золотая сабля «За храбрость» (1863);
- Орден Святого Владимира 3-й степени (1867).

## Семья
Жена (с 6.6.1867) — Шарлотта Павловна Корф (нем. Charlotte Pauline Anna Natalie Bsse. Korff; 13.04.1848 — 31.03.1919), дочь генерал-лейтенанта П. И. Корфа. В семье родились пять детей:
- Пауль (1.3.1868 — июль 1883)[1], умер в юношеском возрасте;
- Михаил (14.1.1874, Варшава — август 1918, Сестрорецк)[3], расстрелян за отказ вступить в Красную армию;
- Георгий (7 (19) февраля 1876, Петербург — 21.2.1918, Торосово)[4] — окончил Императорский Александровский лицей, с 1901 — земский начальник в Петергофском уезде[5]; был последним владельцем усадьбы в стиле английской готики, построенной М. Е. Врангелем в 1870-е годы на окраине деревни Торосово[6]. После национализации Торосова он продолжал жить с семьей в усадьбе, но по доносу сына своего бывшего камердинера был расстрелян. Похоронен в родовом склепе около Преображенского храма в селе Раскулицы[5].
- Дмитрий (20.5.1881, Петербург — 14.5.1905), погиб в Цусимском сражении[1];
- дочь, умерла во младенчестве[1].